# 20th Century Animation
20th Century Animation, Inc. (anteriormente Fox Family Films, Fox Animation Studios y 20th Century Fox Animation) es una subsidiaria de animación de The Walt Disney Studios, una división de The Walt Disney Company. El estudio está ubicado en Century City, Los Ángeles, y tiene la tarea de producir largometrajes animados, stop motion, medios mixtos y películas producidas digitalmente.
Blue Sky Studios, la unidad principal de 20th Century Animation, cerró el 7 de abril de 2021.

## Historia

### Fondo
Antes de que 20th Century Studios comenzara su división de animación, Fox lanzó sus primeras siete películas animadas como distribuidora: Hugo the Hippo (1975), Wizards, Raggedy Ann & Andy: A Musical Adventure (1977), Fire and Ice (1983), FernGully: Las aventuras de Zak y Crysta (1992), Once Upon a Forest (1993) y The Pagemaster (1994).
En mayo de 1993, Fox acordó un contrato de dos años con Nickelodeon para películas familiares. El acuerdo incluiría principalmente material original, aunque un ejecutivo de Nickelodeon no descartó la posibilidad de hacer películas basadas en Ren y Stimpy, Rugrats y Doug. Sin embargo, ninguna película salió del acuerdo debido a la adquisición de Paramount Pictures en 1994 por la empresa matriz de Nickelodeon, Viacom, y en su lugar distribuirían los proyectos de películas.
La división comenzó inicialmente en febrero de 1994 como Fox Family Films, como una de las cuatro divisiones cinematográficas de 20th Century Fox bajo el mando del ejecutivo John Matoian. Se planeó que la división produjera seis largometrajes al año como parte de un plan para producir más películas por año en general. El vicepresidente de producción de Fox, Chris Meledandri, fue transferido a la unidad como vicepresidente ejecutivo en marzo de 1994 después de haber sido contratado el año anterior. La semana del 6 de mayo de 1994, Fox Family anunció la contratación de Don Bluth y Gary Goldman para un nuevo estudio de animación de 100 millones de dólares que comenzó a construirse ese año en Phoenix, Arizona. En tres años, el estudio de animación produciría y lanzaría su primera película, Anastasia. En septiembre de 1994, Matoian fue promovido por Rupert Murdoch para encabezar la cadena Fox. Meledandri fue seleccionado para dirigir la unidad en 1994.
Produjo películas de imagen real como Power Rangers: la película (1995), Dunston Checks In (1996) y Home Alone 3. En agosto de 1997, Fox Family había reducido el número de películas de imagen real. Stine acordó con Fox Family Films en enero de 1998 para una adaptación cinematográfica de la franquicia de libros Goosebumps con la producción de Tim Burton.

### Fox Animation
En 1998, tras el éxito de Anastasia, la división cambió su nombre a Fox Animation Studios, volviendo a centrarse en películas animadas, incluyendo stop-motion, medios mixtos y producción digital. Las películas de acción en vivo de la división en desarrollo en ese momento incluían a Silver Surfer de Marvel Comics, la parodia de la película de catástrofe Disaster Area, Viaje fantástico y Goosebumps. Ever After (1998), una adaptación de Cenicienta, fue la última película de acción en vivo de la división. En este momento, había varias películas animadas sobre la lista de desarrollo de la compañía: Dark Town con Henry Selick, Chris Columbus y Sam Hamm, Santa Calls at Blue Sky y Matt Groening (Los Simpson), Steve Oedekerk y Joss Whedon (Buffy La Cazavampiros). El estudio de Phoenix en ese momento estaba produciendo Planet Ice, esperada para 1999 y dirigida por Art Vitello y los productores/directores de Anastasia, Don Bluth y el proyecto de Gary Goldman, que pronto se anunciará. Chris Meledandri permaneció como presidente de la división, que en 1999 se conocía como 20th Century Fox Animation.
El vicepresidente de producción física de 20th Century Fox Animation, Chuck Richardson, fue enviado a principios de diciembre de 1999 a la subsidiaria de Fox Blue Sky Studios como gerente general y vicepresidente. Richardson fue enviado a preparar Blue Sky para la producción de animación.
El estudio de Phoenix, que mantuvo el nombre de Fox Animation Studios, despidió a 2/3 de sus empleados en febrero de 2000 antes de su cierre a fines de junio de ese año. Fox Animation buscó producir películas en Blue Sky y su sede de Los Ángeles.
En enero de 2007, Meledandri se fue a Universal Pictures para instalar Illumination allí con Vanessa Morrison como su reemplazo mientras respondía al recientemente nombrado vicepresidente de 20th Century Fox Film Group, Hutch Parker. Morrison se mudó de la división de acción en vivo donde manejó las de niños y familias como vicepresidenta de producción. Morrision estaba haciendo tratos con productores externos como si aprobara una adaptación stop-motion de Fantastic Mr. Fox de Roald Dahl.
En septiembre de 2017, Locksmith Animation formó un acuerdo de producción de varios años con 20th Century Fox, quien distribuirá las películas de Locksmith, con el objetivo de Locksmith de lanzar una película cada 12-18 meses. El acuerdo consistía en aumentar la producción de Blue Sky y reemplazar la pérdida de la distribución de películas de DreamWorks Animation, que ahora son distribuidas y propiedad de Universal Pictures.
El 30 de octubre de 2017, Morrison fue nombrada presidenta de una nueva división de 20th Century Studios, Fox Family, que como mandato similar a esta compañía cuando se llamaba Fox Family Films. Andrea Miloro y Robert Baird fueron nombrados copresidentes de Fox Animation el mismo día y también tendrían supervisión directa de Blue Sky y supervisarían el acuerdo de Locksmith Animation y harían crecer Fox Animation con otras asociaciones y acuerdos de productores.

### La era Disney
El 18 de octubre de 2018, se anunció que 20th Century Fox Animation se agregaría junto con 20th Century Studios a los Walt Disney Studios después de su adquisición, con los copresidentes Andrea Miloro y Robert Baird conservando el liderazgo mientras informaban al presidente de Walt Disney Studios, Alan Horn y a la vicepresidenta deTwentieth Century Fox, Emma Watts.
El 21 de marzo de 2019, Disney anunció que la etiqueta de 20th Century Fox Animation (incluyendo Blue Sky Studios) se integraría como las nuevas unidades dentro de Walt Disney Studios con los copresidentes Andrea Miloro y Robert Baird que continuarían dirigiendo el estudio informando directamente a Alan Horn. Miloro renunció como copresidenta a fines de julio de 2019.
En agosto de 2019, Andrew Millstein, exdirector de Walt Disney Animation Studios, fue nombrado copresidente de Blue Sky junto a Baird, mientras que el presidente de Pixar Animation Studios, Jim Morris, también desempeñaría un cargo de consultor.
Después de que Disney a través de la revista Variety anunció que comenzarían a eliminar la marca "Fox" de los activos adquiridos de 21st Century Fox en 2019, renombrado a los estudios de cine como "20th Century Studios" y "Searchlight Pictures", el 20 de enero de 2020, "20th Century Fox Animation" cambió su nombre a "20th Century Animation" como parte del requisito de ayudar para diferenciarlo de las propiedades y confusión de marca con Fox Corporation.

## Filmografía

### Fox Family Films
- The Pagemaster (1994)
- Power Rangers: la película (1995)
- Dunston Checks In (1996)
- Home Alone 3 (1997)
- Turbo: A Power Rangers Movie (1997)
- Ever After (1998), última película de imagen real de la división.[1]

### Fox Animation Studios
Desde 1994 hasta 2000, Fox dirigió Fox Animation Studios, un estudio de animación tradicional que comenzó a competir con Walt Disney Feature Animation, que estaba experimentando un gran éxito con sus lanzamientos de películas como La sirenita, La bella y la bestia, Aladdín y El rey león. El estudio de Fox, sin embargo, no tuvo tanto éxito. Su primera película Anastasia ganó casi USD $140 millones en la taquilla mundial con un presupuesto de USD $53 millones en 1997, pero su siguiente filme, Titan A.E., fue una gran pérdida financiera, perdiendo $100 millones de dólares para 20th Century Fox en el 2000. La falta de un éxito en taquilla, junto con el aumento de la animación por computadora, llevó a Fox a cerrar los Fox Animation Studios.
Las tres películas realizadas por el estudio fueron:
- Anastasia (1997)
- Bartok el Magnífico (1999) (directo a video)
- Titan A.E. (2000)

### Blue Sky Studios
Desde 1997, Fox posee Blue Sky Studios, una compañía de animación por computadora conocida por la franquicia Ice Age. Fox ha tenido mucho más éxito con este estudio, y los ingresos de taquilla de sus películas son competitivos con los de Pixar y DreamWorks. El 21 de marzo de 2019, Blue Sky Studios se integró como una unidad separada dentro de Walt Disney Studios, pero aún informarán a los presidentes de Fox Animation, Andrea Miloro y Robert Baird.
El 9 de febrero de 2021 The Walt Disney Company anunció el cierre de Blue Sky Studios a partir de abril del 2021 y la producción de la próxima película Nimona fue cancelada debido al cierre del estudio.
A pesar de que Netflix
Rescató el proyecto en abril del 2022 y fue lanzado a la plataforma el 30 de junio del 2023 
| #  | Título                         | Fecha de estreno        | Distribuidora | Recaudación mundial (USD) | Presupuesto (USD) | Rotten Tomatoes | Metacritic |
| -- | ------------------------------ | ----------------------- | ------------- | ------------------------- | ----------------- | --------------- | ---------- |
| 1  | Ice Age                        | 8 de marzo de 2002      |               | $383 257 136              | $59 000           | 77%             | 60         |
| 2  | Robots                         | 4 de marzo de 2005      | $260 718 330  | $75 000                   | 64%               | 64              |            |
| 3  | Ice Age: The Meltdown          | 24 de marzo de 2006     | $660 388 158  | $80 000                   | 57%               | 58              |            |
| 4  | Dr. Seuss' Horton Hears a Who! | 7 de marzo de 2008      | $297 138 014  | $85 000                   | 79%               | 71              |            |
| 5  | Ice Age: Dawn of the Dinosaurs | 24 de junio de 2009     | $886 686 817  | $90 000                   | 46%               | 50              |            |
| 6  | Rio                            | 8 de abril de 2011      | $484 635 760  | $90 000                   | 72%               | 63              |            |
| 7  | Ice Age: Continental Drift     | 6 de julio de 2012      | $877 244 782  | $95 000                   | 38%               | 49              |            |
| 8  | Epic                           | 17 de mayo de 2013      | $268 426 634  | $93 000                   | 64%               | 52              |            |
| 9  | Rio 2                          | 4 de abril de 2014      | $501 278 013  | $103 000                  | 46%               | 49              |            |
| 10 | The Peanuts Movie              | 30 de octubre de 2015   | $246 233 133  | $99 000                   | 87%               | 67              |            |
| 11 | Ice Age: Collision Course      | 15 de julio de 2016     | $407 452 145  | $105 000                  | 17%               | 34              |            |
| 12 | Ferdinand                      | 8 de diciembre de 2017  | $291 057 995  | $111 000                  | 72%               | 58              |            |
| 13 | Spies in Disguise              | 25 de diciembre de 2019 | $171,616,764  | $100 000 000              | 77%               | 54              |            |

### Coproducciones y películas originales
| # | Título                              | Fecha de estreno        | Coproducción con                                                                  | Distribuidora | Recaudación mundial (USD) | Presupuesto (USD) | Rotten Tomatoes | Metacritic |
| - | ----------------------------------- | ----------------------- | --------------------------------------------------------------------------------- | ------------- | ------------------------- | ----------------- | --------------- | ---------- |
| 1 | Los Simpson: la película            | 20 de julio de 2007     | Gracie Films Film Roman Rough Draft Feature Animation                             |               | $527 071 022              | $75 000           | 88%             | 80         |
| 2 | Alvin y las ardillas                | 14 de diciembre de 2007 | Fox 2000 Pictures Regency Enterprises Bagdasarian Productions                     | $361 300 000  | $60 000                   | 28%               | 39              |            |
| 3 | Fantastic Mr. Fox                   | 6 de noviembre de 2009  | American Empirical Pictures Indian Paintbrush Regency Enterprises                 | $46 471 023   | $40 000                   | 92%               | 83              |            |
| 4 | El libro de la vida                 | 10 de octubre de 2014   | Reel FX Animation Studios Chatrone Mexopolis (sin acreditar)                      | $99 783 556   | $50 000                   | 82%               | 67              |            |
| 4 | Ron da error                        | 15 de octubre de 2021   | 20th Century Studios TSG Entertainment Locksmith Animation DNEG Feature Animation |               | $60 692 022               | TBA               | 80%             | 65         |
| 6 | Diario de Greg                      | 3 de diciembre de 2021  | Walt Disney Pictures**                                                            |               | TBA                       | TBA               | 73%             | 50         |
| 7 | The Ice Age Adventures of Buck Wild | 28 de enero de 2022     | Walt Disney Pictures**                                                            | TBA           | TBA                       | 21%               | 30              |            |